# 東吉野村
東吉野村（日语：／ Higashiyoshino mura */?）是位於日本奈良縣南部吉野地區的行政區劃，全境位於山區之中，南部為台高山脈，東部有高見山。雖然東吉野村屬於吉野地區，但其北邊即為宇陀市，交通較為便利，因此與宇陀市的生活圈較為密切。當地部分政府機關的區域劃分中，也是與宇陀市歸在同一區域中。
20世紀初絕種的日本狼最後一次被捕獲的紀錄，就是發生在1905年村內的鷲家口地區，其標本目前被收藏在英國倫敦的自然史博物館。

## 人口
| 東吉野村人口分布圖 |                                                 |  |
| 東吉野村與日本全國年齡別人口分布比較圖 （2005年資料） | 東吉野村的年齡、男女別人口分布圖 （2005年資料） |  |
| ■紫色是東吉野村 ■綠色是全国 | ■藍色是男性 ■紅色是女性                         |  |
| 東吉野村人口變化 \| 1970年 \| 7,028人 \| \| \| 1975年 \| 6,251人 \| \| \| 1980年 \| 4,916人 \| \| \| 1985年 \| 4,187人 \| \| \| 1990年 \| 3,723人 \| \| \| 1995年 \| 3,336人 \| \| \| 2000年 \| 2,909人 \| \| \| 2005年 \| 2,608人 \| \| \| 2010年 \| 2,143人 \| \| \| 2015年 \| 1,745人 \| \| \| 2020年 \| 1,502人 \| \| |                                                 |  |
| 資料來源：日本總務省統計中心提供之人口普查數據 |                                                 |  |
| 1970年 | 7,028人                                         |  |
| 1975年 | 6,251人                                         |  |
| 1980年 | 4,916人                                         |  |
| 1985年 | 4,187人                                         |  |
| 1990年 | 3,723人                                         |  |
| 1995年 | 3,336人                                         |  |
| 2000年 | 2,909人                                         |  |
| 2005年 | 2,608人                                         |  |
| 2010年 | 2,143人                                         |  |
| 2015年 | 1,745人                                         |  |
| 2020年 | 1,502人                                         |  |

## 歷史
在令制國時代屬於大和國吉野郡，雖然位於山區，但過去由於位於畿內前往伊勢神宮的參拜道路上而開始發展。
江戶時代末期，尊王攘夷派的武士組成了天誅組，發起天誅組之變，天誅組在佔領五條代官所後，試圖進攻高取城失敗，改往南一路逃到十津川地區之後解散，殘黨則繼續往東北逃至此地的鷲家口，遭遇了追兵的襲擊在此被消滅。
明治維新後，本地曾先後隸屬奈良縣、五條縣、堺縣、大阪府，直到1887年重新恢復設立奈良縣後才再次隸屬奈良縣。
1889年，日本實施町村制，現在的東吉野村在當時分屬小川村、四鄉村、高見村共三個行政區劃，1958年這三個村合併為東吉野村。
2000年代的平成大合併期間，吉野郡內東部的多個行政區劃曾規劃進行合併，也在2004年共同成立合併協議會，但最終財務狀況較佳的大淀町和下北山村的公民投票都未能獲得通過，合併計畫便遭到終止；其後東吉野村和吉野町仍試著繼續商討兩個町村之間的合併，但僅半年後也宣告放棄。

### 變遷表
| 1889年4月1日 | 1889年 - 1912年 | 1912年 - 1944年 | 1945年 - 1954年 | 1955年 - 1989年             | 1989年 - 現在               | 現在                        |
| ------------ | --------------- | --------------- | --------------- | --------------------------- | --------------------------- | --------------------------- |
| 小川村       | 小川村          | 小川村          | 小川村          | 1958年3月1日 合併為東吉野村 | 1958年3月1日 合併為東吉野村 | 1958年3月1日 合併為東吉野村 |
| 四鄉村       |                 |                 |                 | 1958年3月1日 合併為東吉野村 | 1958年3月1日 合併為東吉野村 | 1958年3月1日 合併為東吉野村 |
| 高見村       |                 |                 |                 | 1958年3月1日 合併為東吉野村 | 1958年3月1日 合併為東吉野村 | 1958年3月1日 合併為東吉野村 |

## 交通
轄內無鐵路通過，對外交通仰賴奈良交通自宇陀市內的榛原車站發往村內的客運路線。

## 姊妹、友好城市

### 日本
- 檮原町（高知縣）
- 堺市（大阪府）
- 津野町（高知縣）
- 刈谷市（愛知縣）
過去在19世紀中由尊皇攘夷志士組成的武裝集團天誅組，其大多數成員最終在天誅組之變（日语：天誅組の変）中於現在的東吉野村處遭圍剿而陣亡；天誅組中的總裁之一松本奎堂（日语：松本奎堂）即出身於過去的刈谷藩（日语：刈谷藩），兩地自1940年代起因而開始交流；2013年為紀念天誅組之變150年，兩地為友好城市。[3][4]

## 外部連結
- （日語） 東吉野村觀光協會 （页面存档备份，存于）